# Мукеш Амбані
Мукеш Амбані (англ. Mukesh Ambani, 19 квітня 1957, Аден, Ємен) — індійський бізнесмен і найбагатша людина в Індії. Голова ради директорів, керуючий і основний власник індійської компанії Reliance Industries.
Статок Мукеша Амбані оцінюється в 32 мільярди доларів — за версією журналу «Форбс» за 2009 рік. У червні 2020 року Амбані продав 24,7 відсотка акцій сервісу Jio, що забезпечує 4G-зв'язок, на суму 15,2 мільярда доларів. Таким чином, його статок зріс до 64,6 мільярда доларів і Мукеш Амбані опинився на дев'ятій сходинці рейтингу найбагатших людей світу.
Мукеш і його молодший брат Аніл — діти померлого засновника Reliance Industries Дхірубхая Амбані — продовжують 3-річну судову тяганину між собою з приводу ціни на доставку газу і звинувачують один одного у використанні нечесних методів.

## Біографія
Мукеш Дірубхай Амбані народився 19 квітня 1957 року в колонії британської корони Аден (сучасний Ємен) у сім'ї індуїстів Гуджараті в сім'ї Дгірубгая Амбані та Кокілабен Амбані. У нього є молодший брат Аніл Амбані та дві сестри, Ніна Бхадрашьям Котарі та Діпті Даттарадж Салгаонкар.
Амбані прожив у Ємені лише короткий час, тому що його батько вирішив повернутися до Індії в 1958 році, щоб розпочати торговий бізнес, який зосереджувався на спеціях і текстилі. Останній спочатку називався «Vimal», але пізніше змінив назву на «Only Vimal». Його родина жила в двокімнатній квартирі в Бхулешварі, Мумбаї, до 1970-х років. Фінансовий стан сім’ї трохи покращився, коли вони переїхали до Індії, але Амбані все ще жив у комунальному суспільстві, користувався громадським транспортом і ніколи не отримував допомоги. Пізніше Дірубхай придбав 14-поверховий житловий будинок під назвою "Sea Wind" в Колабі, де донедавна Амбані та його брат жили зі своїми сім'ями на різних поверхах.
Амбані разом зі своїм братом та Анандом Джайном, який пізніше став його близьким соратником, навчався у середній школі Хілл Грейндж на Педдар-роуд, Мумбаї. Після закінчення середньої школи він навчався в коледжі Святого Ксав'єра в Мумбаї. Потім він здобув ступінь бакалавра інженера-хіміка в Хіміко-технологічному інституті.
Пізніше Амбані вступив на ступінь MBA до Стенфордського університету, але покинув його в 1980 році, щоб допомогти своєму батькові розвивати Reliance, який на той час був ще невеликим, але швидко зростаючим підприємством. У 1981 році він почав допомагати своєму батькові Дірубхаю Амбані керувати їх сімейним бізнесом Reliance Industries Limited. На той час підприємство розширилося та займалося також нафтопереробкою та нафтохімією. Бізнес також включав продукти та послуги в роздрібній і телекомунікаційній індустрії. Reliance Retail Ltd., ще одна дочірня компанія, також є найбільшим роздрібним продавцем в Індії.
Станом на 2016 рік Амбані займав 36-те місце і стабільно утримував титул найбагатшої людини Індії у списку журналу Forbes протягом останніх десяти років. Він єдиний індійський бізнесмен у списку найвпливовіших людей світу за версією Forbes. Станом на жовтень 2020 року Мукеш Амбані був визнаний Forbes як 6-та найбагатша людина світу. Він обійшов Джека Ма, виконавчого голови Alibaba Group, і став найбагатшою людиною в Азії зі статком у 44,3 мільярда доларів у липні 2018 року. Він також є найбагатшою людиною у світі за винятком Північної Америки та Європи. За даними китайського дослідницького інституту Хурун, станом на 2015 рік Амбані посідав п’яте місце серед філантропів Індії. Він був призначений директором Bank of America і став першим неамериканцем, який увійшов до його ради.
Через Reliance він також володіє франшизою Індійської прем’єр-ліги Mumbai Indians і є засновником Індійської Суперліги, футбольної ліги в Індії. У 2012 році Forbes назвав його одним з найбагатших власників спортивної команди в світі. Він проживає в Antilia Building, одній з найдорожчих приватних резиденцій у світі, вартість якої сягає 1 мільярд доларів.
У лютому 2014 року проти Мукеша Амбані було подано Перший інформаційний звіт (FIR) про кримінальні правопорушення за ймовірні порушення в ціні на природний газ з басейну KG. Арвінд Кеджрівал, який недовго працював головним міністром Делі, звинуватив різні політичні партії в мовчанні щодо питання ціни на газ. Кеджрівал попросив Рахула Ганді та Нарендра Моді з’ясувати свою позицію щодо питання ціни на газ. Кеджрівал стверджував, що Центр дозволив підвищити ціну на газ до восьми доларів за одиницю, хоча компанія Мукеша Амбані витрачає лише один долар на виробництво одиниці, що означало втрату 540 мільярдів рупій щорічно.
Одружений. Має трьох дітей.